# Prangos
Prangos es género de plantas con 18 especies, perteneciente a la familia Apiaceae.

## Descripción
Son plantas perennes, herbáceas, glabras a papilosas. Hojas (3)-4-6-pinnadas. Involucro e involucelo de brácteas lineares y bracteolas. Dientes del cáliz conspicuos o obsolestos. Frutos oblongos a globosos, crestas aladas, esponjosos. Cara interior de la semilla cóncava profundamente acanalada.

## Taxonomía
El género fue descrito por  John Lindley y publicado en The Quarterly Journal of Science, Literature, and the Arts 19: 7. 1825. La especie tipo es: Prangos ferulacea Lindl.

## Especies aceptadas
A continuación se brinda un listado de las especies del género aceptadas hasta septiembre de 2011, ordenadas alfabéticamente. Para cada una se indica el nombre binomial seguido del autor, abreviado según las convenciones y usos.
- Prangos acaulis Bornm.
- Prangos ammophila Pimenov & V.N.Tikhom.
- Prangos arenaria
- Prangos bucharica B.Fedtsch.
- Prangos cachroides (Schrenk) Pimenov & V.N. Tikhom.
- Prangos didyma (Regel) Pimenov & V.N. Tikhom.
- Prangos ferulacea Lindl.
- Prangos herderi Herrnst. & Heyn
- Prangos latiloba Korovin
- Prangos ledebourii Herrnst. & Heyn
- Prangos lipskyi Korovin
- Prangos lophoptera Boiss.
- Prangos meliocarpoides Boiss.
- Prangos odontalgica Herrnst. & Heyn
- Prangos ornata Kuzmina
- Prangos pabularia Lindl.
- Prangos sarawschanica Korovin
- Prangos uloptera DC.